# Société d'électronique et d'automatisme
La Société d'électronique et d'automatisme est un constructeur informatique français fondé en 1947 par François-Henri Raymond, qui a conçu et mis en service une grande partie des premiers ordinateurs  français durant la première moitié des années 1950.
La SEA joua un rôle d'entraînement prépondérant dans le développement de la filière informatique française, formant la première génération d’ingénieurs et installant près de 200 ordinateurs entre 1955 et sa disparition en 1966, où elle sera fusionnée avec la CII.

## Historique et réalisations
En 1947, François-Henri Raymond, à l'occasion d'un voyage technique aux États-Unis, prend connaissance du rapport de Von-Neumann sur l'EDVAC et des principes généraux d'une machine alors futuriste : l'ordinateur à programme enregistré. De retour à Paris, il fait part de ses propositions à son employeur, un constructeur de machines outil, qu'il peine à convaincre. François-Henri Raymond démissionne, et, sans plan d'affaires, fonde la Société d’Électronique et d'Automatisme en décembre 1947 dans une ancienne usine automobile bombardée pendant la seconde guerre mondiale. La SEA trouve rapidement son premier client : le bureau des missiles de l'Armée de l'air, dont l'activité requiert d'importants moyens de calcul. Le capital de la jeune entreprise est apporté par son fondateur, ses amis, et son précédent employeur.

### 1949: Calculateurs analogiques

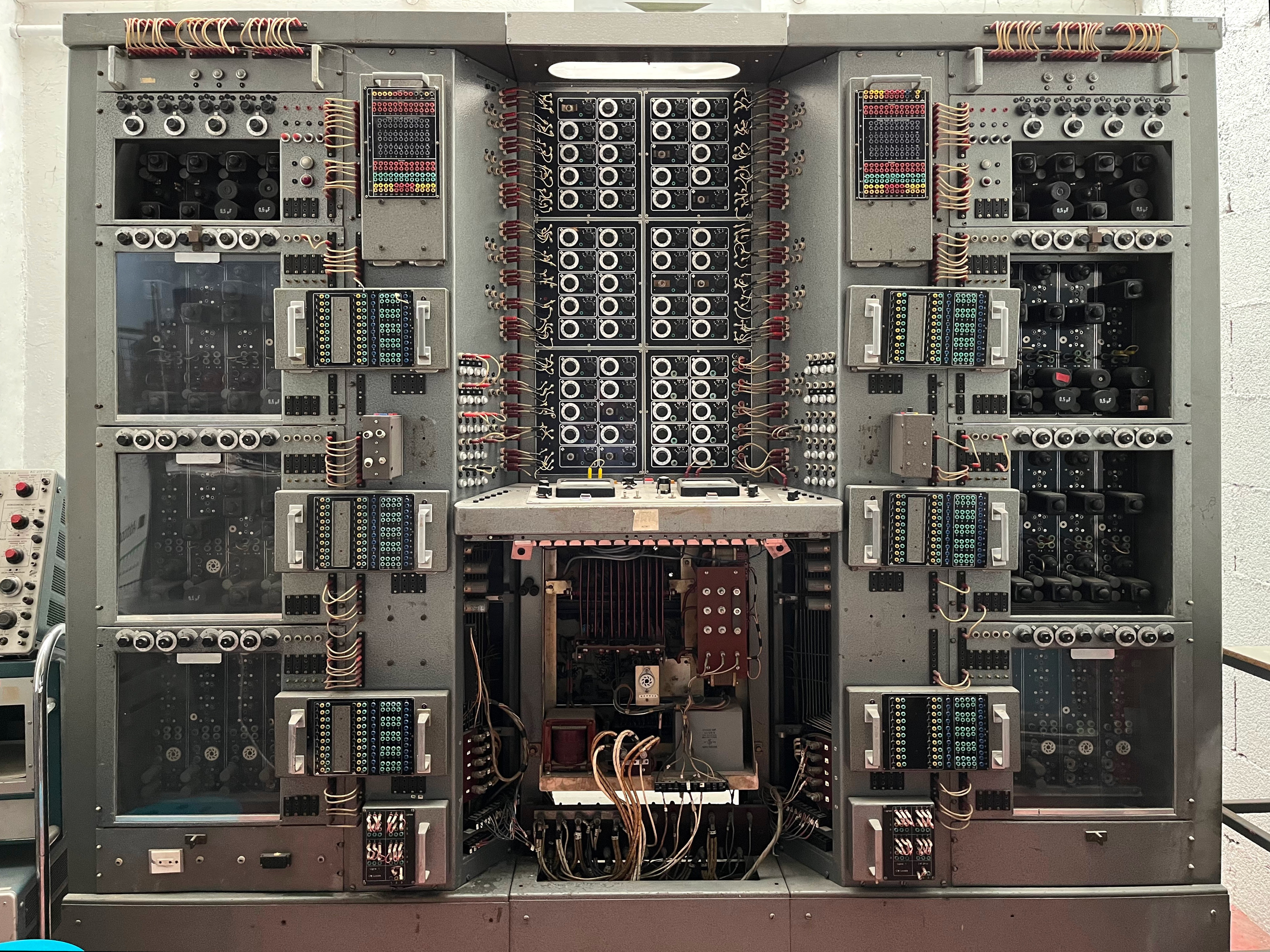
L'OME P2 (variante de l'OME 40), 1952

Le premier ordinateur de la SEA sort en février 1949. Il s'agit du calculateur analogique OME 11 (pour Opérateurs Mathématiques Electroniques), qui préfigurera une série d'autres modèles, notamment les OME 12, 15, 40, ou 41. Si la plupart sont destinés à des applications militaires, certains modèles connaissent un succès commercial notable dans le civil. C'est le cas notamment des OME L2 et P2 (1952), à tubes électroniques, et OME R, à transistors (1959). Les OME laisserons ensuite place à une nouvelle génération de calculateurs avec les NADAC 20 (1961) et NADAC 100 (1962).
Les calculateurs analogiques conçus par la SEA connaîtront un succès considérable avec près de 200 exemplaires vendus et une forte présence à l'international. Ils trouveront des applications variées dans les domaines de la simulation physique, nucléaire et hydrodynamique, où la capacité de calcul limitée des ordinateurs numériques de l'époque était insuffisante. Les simulations de vol du futur Concorde seront notamment réalisées sur de tels calculateurs mis en batterie.

### 1951: CUBA
Après l'obtention d'un marché auprès de la DEFA (actuelle DGA), la SEA développe à partir de 1951 son premier ordinateur à programme enregistré et vraisemblablement le premier en France : la Calculatrice Universelle Binaire de l'Armement (CUBA). Ce contrat permet à la SEA de concrétiser les plans d'ordinateur numérique qu'elle esquissait depuis 1949.

Les choix technologiques ambitieux décidés pour CUBA vont s'avérer à l'origine de nombreux retards. En particulier, le pari d'employer les très récentes mémoires à tores magnétiques plutôt que des tubes de Williams ou des lignes à retard à mercure, plus éprouvées, se révèle risqué, aucun constructeur en France ne s'avérant encore en mesure de les concevoir. Cette difficulté à obtenir des composants respectant un cahier des charges alors inédit se posera pour bon nombre de composants, allant même jusqu'au câblage, la SEA étant selon son fondateur la première entreprise en France à faire usage de câbles plats (nappes) et de câble à wrapper.

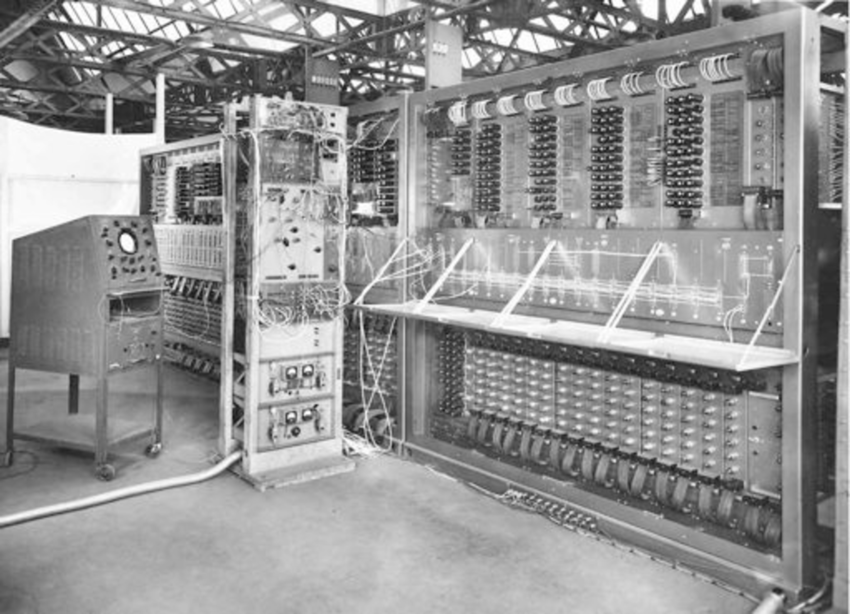
Vue partielle de l'ordinateur CUBA, conçu à partir de 1951 par la SEA.

Parmi les autres choix technologiques, la SEA décide de minimiser autant que possible l'emploi de tubes électroniques, peu fiables, au profil de diodes au germanium, cantonnant l'usage des tubes aux circuits de régénérations. Pour finir, une mémoire tambour auxiliaire est choisie pour compléter l'ensemble, que la SEA finira par acheter à l'anglais Ferranti faute de fabricant français encore prêt.
CUBA sera finalement mise en service en 1956 après plusieurs années de retard, et abandonnée peu après, étant déjà devenue obsolète. Entre-temps, l'industrie informatique française aura vu naître d'autres réalisations : la CAB 1011 de la même SEA, axée sur la cryptanalyse, les ordinateurs CAB (Calculatrice Automatique Binaire - le mot ordinateur n'a été inventé qu'en 1955) de série 2000 et 3000, et surtout le Gamma 3 de la Compagnie des machines Bull, commercialisé à partir de 1952 à hauteur de 1 200 exemplaires.
Le milieu des années 1950 marquera ensuite un tournant pour la SEA, qui développera deux ordinateurs transistorisés formant ses deux seules productions de grande série.

### 1956: CAB 500
À partir de 1956, la SEA étudie avec intérêt le potentiel émergent du transistor, bien qu'à cette époque, sa maturité soit encore à prouver. Parmi les alternatives, la SEA s'intéresse à la logique magnétique, lente mais particulièrement fiable, et donc adaptée à un ordinateur de taille plus modeste. Elle invente la même année le Symmag, porte logique utilisant des tores de ferrite analogues à ceux employés pour les mémoires.
Le Symmag se révélera être un élément central de l'architecture de la CAB 500, aux côtés d'une mémoire tambour et de 16 registres de 32 bits implémentés sur une mémoire à tores de ferrite. La CAB 500 est un ordinateur de bureau compact, utilisable par une seule personne non qualifiée, avec des exigences techniques minimales pour son installation et fonctionnement. Elle est de plus animée par l'un des tout premiers langages haut niveau interactifs, le PAF, facilitant son utilisation.
La CAB 500 sera un succès immédiat, justifiant une mise à l'échelle des méthodes de production. Environ une centaine d'exemplaires de la CAB 500 seront produits et vendus, dont une douzaine d'unités exportées, notamment en Chine et au Japon.

### 1959: CAB 3900
À partir de 1958, la SEA devient une filiale de Schneider-Westinghouse, lui permettant de disposer de moyens industriels accrus. C'est aussi le moment où est prise la décision de créer une nouvelle machine optimisée pour la gestion, forte de l'expérience acquise avec les CAB 2124 et 3030, qui bien qu'à vocation scientifique, furent également utilisées à des fins de gestion, révélant une carence dans l'offre du constructeur.

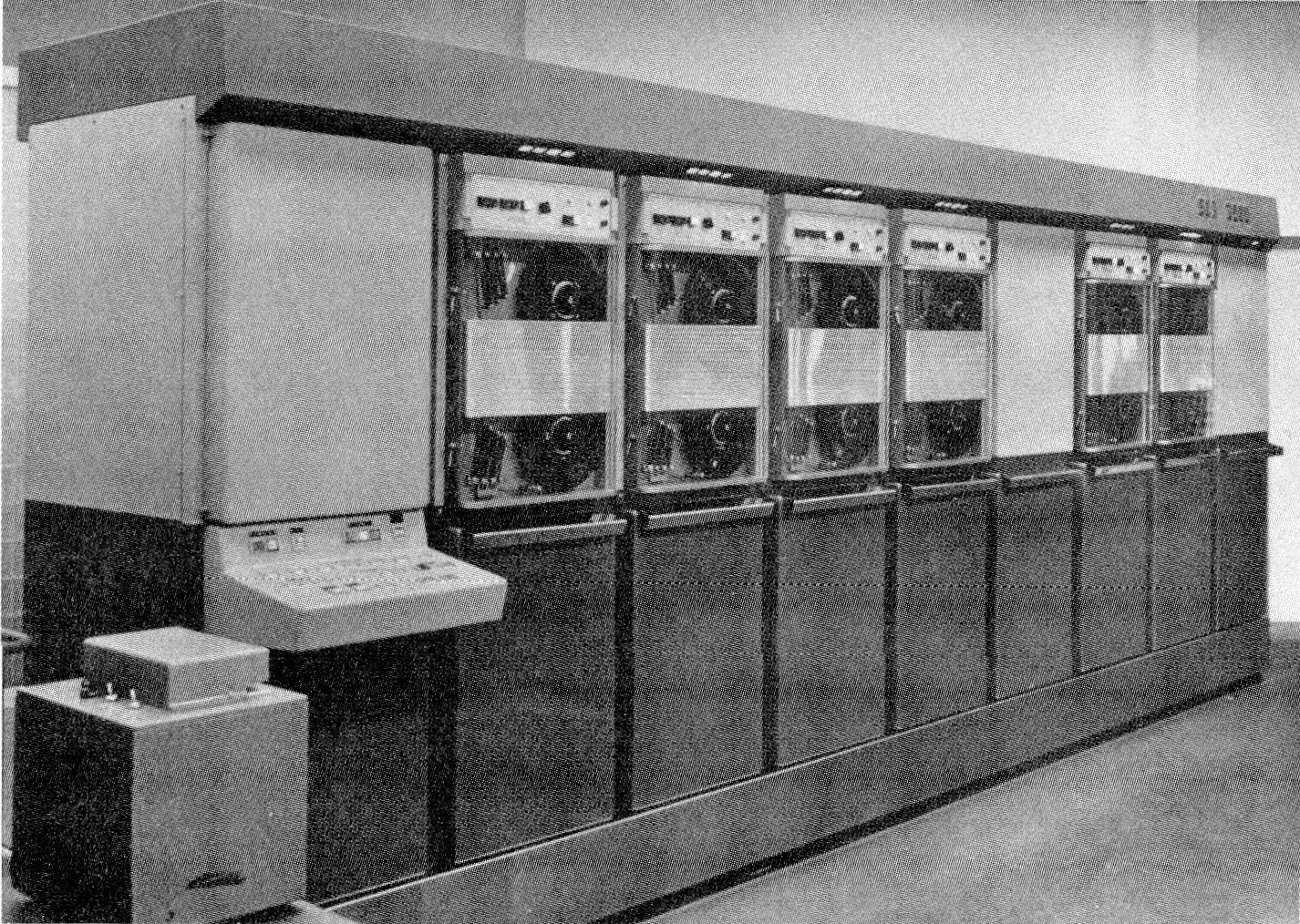
Vue générale d'une CAB 3900

Le prototype, créé en collaboration avec le Crédit Lyonnais, prend le nom de CABAN (Calculateur Bancaire) et met l'accent sur le stockage sur bande magnétique, qui permet une capacité accrue par rapport aux cartes perforées. Destinée à concurrencer l'IBM 1401 et le Gamma 30, la CAB 3900 est une machine entièrement transistorisée, dotée d'une mémoire principale à tores de ferrite, et pouvant accueillir jusqu'à neuf dérouleurs de bande. La vitesse de commutation permise par les transistors lui permet également de fonctionner à la vitesse alors remarquable de 2 MHz (en comparaison, l'IBM 1401 est cadencé à 870 kHz). Ce gain de performance permet à la SEA de créer un processeur avec une architecture série, moins complexe et onéreuse, tout en maintenant un niveau de performance suffisant pour les applications de gestion. La logique Symmag sera quant à elle abandonnée, jugée trop lente pour ce champ d'application.
En 1963, l'Etat français enjoint la SEA de se rapprocher de Bull et un accord est négocié : la SEA laissera Bull commercialiser sa gamme, qui en échange lui cèdera son usine des Andelys. Cet accord aura des effets mitigés pour la SEA. D'une part, les commerciaux de Bull ne sont pas habitués à répondre aux besoins scientifiques, d'où des ventes décevantes pour la CAB 500, et de l'autre, devront intégrer à leur catalogue la CAB 3900 concurrente de leur propre gamme.
Néanmoins, l'arrivée de ces nouveaux moyens de production permet à la SEA d'augmenter sa capacité industrielle et d'y produire la CAB 3900. Une version améliorée sortira peu après, la CAB 4000, corrigeant quelques défauts identifiés sur la première génération, et améliorant légèrement ses capacités.
Un total de 94 CAB 3900 et 4000 seront vendues, proche de la CAB 500, constituant ainsi le deuxième plus grand succès commercial de la SEA.
En 1964, la SEA signe un protocole d'entente (Memorandum of Understanding) avec Control Data Corporation, lui donnant accès aux technologies et aux périphériques du nouveau spécialiste américain des superordinateurs. Cet accord n'aura pas de suite, CDC ayant établi par la suite sa propre filiale commerciale en France. Cette même année, IBM présente la série 360, apportant pour la première fois une compatibilité à la fois horizontale (champs d'applications) et verticale (niveau de performance) au sein d'une famille unifiée d'ordinateurs, mettant fin aux gammes disparates des 7070, 7090 et 1401. Ce concept novateur de compatibilité et d'interopérabilité intéresse grandement la SEA, qui étudie une nouvelle génération de produits basée sur ces principes. Elle ébauche une architecture inspirée par les machines à pile pour son processeur, et d'Algol pour son langage machine, comme le fait Burroughs aux États-Unis. Deux modèles sont initialement prévus : un remplacement de la CAB 500 en entrée de gamme (CAB 1500), et une machine de grande performance pour le haut de gamme (CAB 15000). La SEA voit grand et réfléchie à un programme d'industrialisation permettant de construire environ un millier de ces nouvelles machines.
Finalement, la SEA sera contrainte par l'Etat français, en décembre 1966, de fusionner avec la Compagnie européenne d'automatisme électronique, filiale commune de la Compagnie générale d'électricité, de la Compagnie générale de télégraphie sans fil (CSF), et Intertechnique, pour former la Compagnie internationale pour l'informatique (CII). Les prototypes de la SEA sont arrêtés, ses équipes démantelées, et François-Henri Raymond mis à l'écart au sein du groupe Thompson.
À son apogée, la SEA aura embauché jusqu'à 800 salariés et déposé près de 1000 brevets.

## Modèles commercialisés
Le tableau suivant donne un aperçu des principaux ordinateurs numériques construits par la SEA. La plupart appartiennent à la famille des Calculatrices Automatique Binaire (CAB), et, à l'exception des CAB 500 et 3900, n'ont été produits qu'en petite série. Les calculateurs analogiques de la série OME et NADAC ne sont pas représentés, de même que les réalisations non commercialisées comme le CUBA.

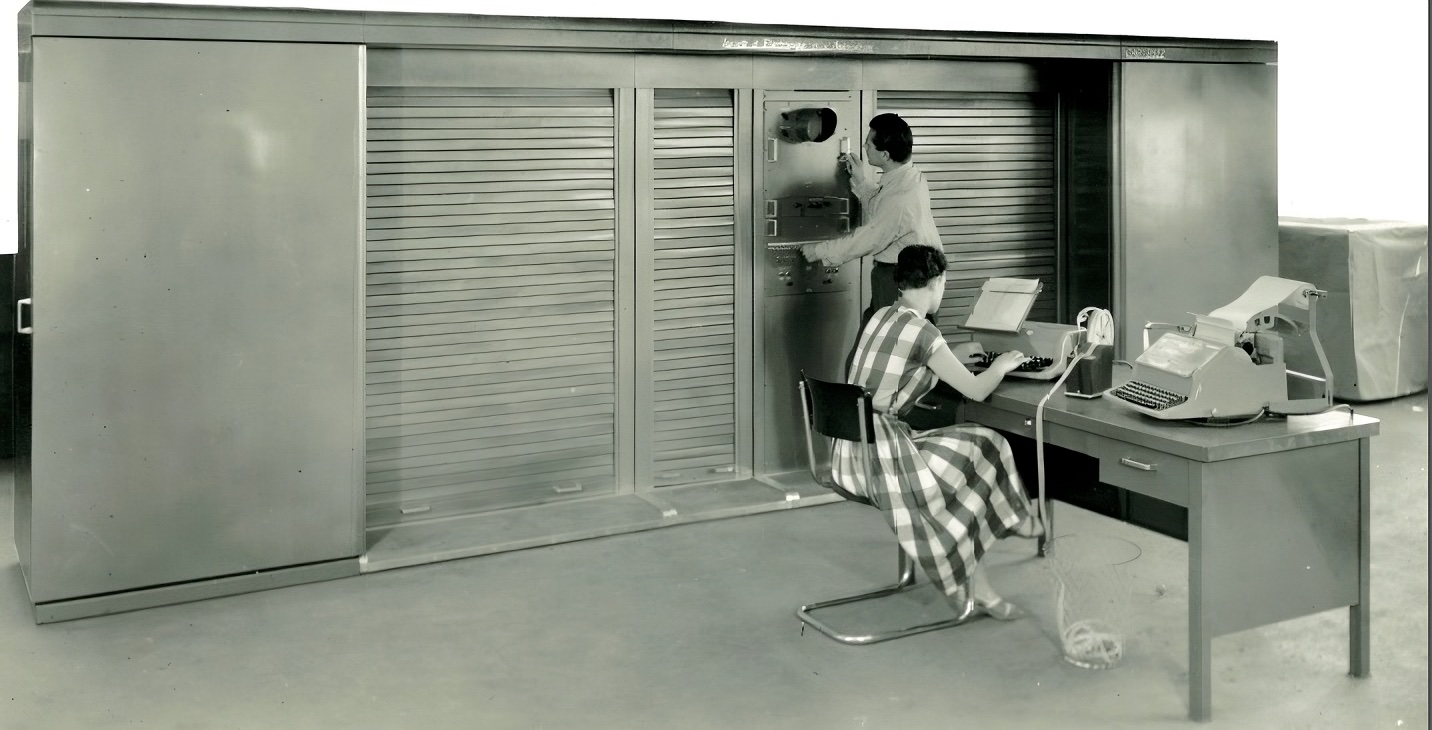
CAB 2022 installée pour MATRA, 1955

La SEA produisit principalement des ordinateurs en petites quantités, et occasionnellement des modèles uniques, principalement pour des clients militaires. Six grandes catégories d'ordinateurs se démarquent :
- Les ordinateurs analogiques, de la famille OME et NADAC, très populaires dans les années 1950
- Des modèles militaires uniques, tels que le CUBA et le CAB 1011
- La famille des CAB 2000 et 3000, premiers ordinateurs à programme enregistré produits en série par la SEA
- Les ordinateurs de gestion (CAB 3900 et 4000)
- La CAB 500, un ordinateur de bureau à usage scientifique et relativement différent dans la gamme
- Et enfin, les prototypes de recherche : les Dorothées, CAB 1500 et 15000

Le tableau suivant donne un aperçu des principaux ordinateurs numériques construits par SEA. Les calculateurs analogiques de la série OME et NADAC ne sont pas inclus dans la représentation, pas plus que les unités spécifiques et non commerciales telles que le CUBA.
| Modèle   | Date de conception    | Date de livraison | Unités produites | Fonction et description |
| -------- | --------------------- | ----------------- | ---------------- | --- |
| CAB 1011 | Début des années 1950 | 1955              | 1                | Ordinateur numérique universel, dédié à la cryptanalyse pour les services de renseignement. |
| CAB 2000 | 1952                  | 1955              | 4                | Processeur série de 22 bits, mémoire à tambour (8192 mots) avec deux mémoires à tores magnétiques utilisées comme caches d'instructions et de données. Partageait certaines similitudes avec l'EDSAC et le SEAC. Il utilisait la logique à diodes, comprenant environ 8000 diodes et 800 tubes à vide, similaire au CUBA et CAB 1011, et pouvait également effectuer des multiplications et des divisions matérielles. - Deux unités CAB 2022 ont été fournies à Matra et à la Direction des Études pour la Fabrication des Armements (DEFA, aujourd'hui DGA), puis une autre à l'agence militaire LRBA sous le nom de SABA (Simulateur Arithmétique Binaire de l'Armement). L'unité chez Matra est restée en service jusqu'en 1964 et a enregistré 33 000 heures de fonctionnement. - Une dernière, la CAB 2124, a été installée chez l'Oréal en 1957 à des fins commerciales. Elle était équipée de bandes magnétiques mais a été ultérieurement détruite lors d'un incendie. - La CAB 2200 avait pour objectif d'introduire des extensions architecturales mais a été rapidement abandonnée au profit de l'architecture plus récente de la CAB 3000. |
| CAB 3000 | 1955                  | 1957              | 4                | Dérivé de la conception de la CAB 2000 pour une gamme à la fois commerciale et scientifique, utilisant une logique série de 32 bits avec un multiplicateur binaire parallèle. - Deux CAB 3018 ont été utilisées comme ordinateur de simulation de vol pour MATRA et Nord-Aviation, avec des capacités temps réel et un convertisseur analogique-numérique pour l'échantillonnage des capteurs. - La CAB 3030 a été produite pour le Comptoir des Produits Sidérurgiques, et la CAB 3026 pour l'INSEE. - Une CAB 3040 permettant des calculs parallèles et une arithmétique à virgule flottante étaient prévue mais a été abandonnée ultérieurement au profit d'une conception plus récente. |
| Dorothée | 1956                  |                   | 2                | Prototypes d'ordinateurs transistorisés. Deux exemplaires produits. |
| CAB 500  | 1956                  | 1961              |                  | Ordinateur de bureau à vocation scientifique, à l'image de l'IBM 1620. Plus gros succès commercial de la SEA vendu à plus d'une centaine d'exemplaires. |
| CAB 3900 | 1958                  | 1959              | 26               | Ordinateur de gestion et à bandes magnétique, concurrent des Bull Gamma 30 (RCA 301) et IBM 1401. |
| CAB 4000 |                       |                   | 11               | Version améliorée du CAB 3900. Les CAB 3900 et 4000 forment le deuxième plus grand succès commercial de la SEA. |
| CAB 1500 | 1966                  |                   | Abandonné        | Successeur du CAB 500, conception basée sur un processeur à pile (stack). Elle devait être complétée par la CAB 15000, une version grand-système et à haute performance. Abandonné après l'intégration de la SEA au sein de la CII. |